# Melk Carvalhêdo
Melk Carvalhêdo, nome artístico de Melquisedeque Teixeira Carvalhêdo (Lago da Pedra, 2 de setembro de 1966) é um pianista, tecladista, produtor musical, multi-instrumentista e arranjador brasileiro. É um notório músico do segmento religioso, tendo trabalhado como produtor em discos de cantores e bandas como Rayssa & Ravel, Shirley Carvalhaes, Mara Lima, Damares e Lauriete.

## Biografia
Maranhense, Melk iniciou seus trabalhos com a música cristã contemporânea ainda durante a década de 1980. Trabalhou, em grande parte, com artistas de nicho pentecostal e sertanejo. Produziu vários discos da dupla sertaneja Rayssa & Ravel e da cantora Shirley Carvalhaes durante a década de 1990 e, no início dos anos 2000, esteve responsável pelos discos da fase pentecostal de Cristina Mel.
Em 2006, o disco Eu e Jesus, da dupla Daniel & Samuel, produzido por Melk, venceu o Troféu Talento. Em 2009, venceu novamente com a produção do disco Em Todo Tempo Louve, de Robinson Monteiro, na categoria Melhor álbum pentecostal. Na categoria, o produtor ainda competia com outros três discos: Apocalipse (Damares), Abençoado (Mara Lima) e Não Pare de Adorar (Shirley Carvalhaes).
Foi candidato a vereador em Sorocaba (SP) em 2016, mas perdeu as eleições.
Melk fora casado durante anos com a cantora e compositora Vanilda Bordieri, com quem se divorciou em 2013. Juntos, tiveram um filho.

## Discografia
- 1990: O Crente é Diferente - Eliane Silva (produção musical e arranjos)
- 1990: Cobertor Estreito - Cicero Nogueira (baixo, teclados, bateria)
- 1991: O Poder do Amor - Lauriete (produção musical e arranjos)
- 1991: O Crente Bombeiro - Cicero Nogueira (baixo, teclados, bateria)
- 1992: Ausência - Lauriete(arranjos, direção musical, guitarras, baixo, violões)
- 1992: O Crente tem Vitória - Cicero Nogueira (guitarras, baixo, teclados, bateria)
- 1992: Poder do Sangue - Cristina Santana (IPDA)
- 1994: Jesus - Lauriete (produção musical e arranjos)
- 1994: O Crente Não Combina Com o Pecado - Cicero Nogueira (produção musical e arranjos)
- 1994: Nascer de Novo - Rayssa & Ravel (produção musical e arranjos)
- 1994: Deus Vai Te Ajudar - Thalyta (arranjos, regência, baixo, guitarras e violões)
- 1994: Confissão - Rayssa Peres (produção musical e arranjos)
- 1994: Arrebatamento - Ravel (produção musical e arranjos)
- 1995: General de Guerra - Marquinhos Gomes (baixo e guitarras)
- 1995: Quem Dá Mais? - Marcos Antônio (arranjos, regência, guitarras, baixo, violões, teclados, bateria e mixagem)
- 1995: Mundo Colorido - Rayssa & Ravel (produção musical e arranjos)
- 1995: Quero Te Adorar - Shirley Carvalhaes (arranjos e regência)
- 1995: Soldado Ferido - Júnior (produção musical, arranjos e regência)
- 1995: O Muro Caiu - Thalyta (produção musical e arranjos)
- 1995: Glorificando - Eyshila (mixagem, cordas, violão)
- 1995: Dr. Rocha - Rayssa Peres (produção musical e arranjos)
- 1995: Um Milagre - Ravel (produção musical e arranjos)
- 1995: Tem Que Descer do Camelo - Cicero Nogueira (baixo, guitarras, violões)
- 1996: Chuva de Felicidade - Rayssa & Ravel (produção musical e arranjos)
- 1996: Poder e Autoridade - Elaine de Jesus (produção musical e arranjos)
- 1996: Toma os Pedaços - Marcos Antônio (arranjos e baixo)
- 1996: Cheio de Glória - Cicero Nogueira (baixo, guitarras e violões)
- 1998: Força do Amor - Andrea Fontes (arranjos, baixo, guitarras, violões)
- 1998: Olhos de Quem Ama - Shirley Carvalhaes (produção musical, arranjos, orquestração, violão, guitarra e mixagem)
- 1998: Asas da Esperança - Marco Aurélio (arranjos, baixo e violão)
- 1999: Apesar de Tudo - Marcos Antônio (produção musical e arranjos)
- 1999: Silêncio Aflito - Shirley Carvalhaes (arranjos, produção musical, guitarras, violões, teclados, arranjos de metais e mixagem)
- 2000: Ninguém Vai Calar Meu Canto - Shirley Carvalhaes (produção musical, arranjos, regência, violões e mixagem)
- 2000: Sempre te Amei - Cristina Mel (produção musical e arranjos)
- 2000: Só Pra Te Amar - Rayssa & Ravel (produção musical e arranjos)
- 2001: Unção Divina - Mara Lima (produção musical e arranjos)
- 2002: Permissão de Deus - Andrea Fontes (produção musical e arranjos)
- 2002: Você é um Vencedor - Cristina Mel (produção musical e arranjos)
- 2003: Há uma Saída - Shirley Carvalhaes (produção musical, arranjos, violão e guitarra)
- 2003: Eternamente - Cristina Mel (produção musical e arranjos)
- 2003: Tua História - Andrea Fontes (produção musical e arranjos)
- 2004: O Deus que Faz - Damares (produção musical e arranjos)
- 2004: Tudo sobre Mim - Shirley Carvalhaes (produção musical, arranjos e violões)
- 2005: Momento de Deus - Andrea Fontes (produção musical e arranjos)
- 2005: Apaixonando Você - Rayssa & Ravel (produção musical e arranjos)
- 2005: Eu e Jesus - Daniel & Samuel (produção musical e arranjos)
- 2006: Diário de um Vencedor - Damares (produção musical e arranjos)
- 2007: Pregador Fiel - Andrea Fontes (produção musical e arranjos)
- 2007: Enamorándote - Rayssa & Ravel (produção musical e arranjos)
- 2008: Em Todo o Tempo Louve - Robinson Monteiro (produção musical e arranjos)
- 2008: Não Pare de Adorar - Shirley Carvalhaes (produção musical, arranjos, violões e mixagem)
- 2008: Obediência - Célia Sakamoto (produção musical e arranjos)
- 2008: Apocalipse - Damares (produção musical e arranjos)
- 2008: Transparência - Elaine de Jesus (produção musical e arranjos)
- 2008: Fé - Lauriete (produção musical e arranjos)
- 2008: Som do Meu Povo - Vanilda Bordieri (produção musical e arranjos)
- 2009: Projeto de Deus - Rose Nascimento (produção musical, arranjos e violões)
- 2009: As Águas - Lauriete (produção musical e arranjos)
- 2009: Cenário de Vitória - Shirley Carvalhaes (produção musical, arranjos, violões e mixagem)
- 2009: A Minha Vitória Tem Sabor de Mel - Ao Vivo - Damares (produção musical e arranjos)
- 2010: Assim Sou Eu - Vanilda Bordieri (produção musical e arranjos)
- 2010: Fenômeno de Glória - Eliane Silva (produção musical e arranjos)
- 2010: Eu Acredito em Milagres - Andrea Fontes (produção musical e arranjos)
- 2010: Diamante - Damares (produção musical e arranjos)
- 2010: Vou Profetizar - Lauriete (produção musical e arranjos)
- 2011: Ao Vivo - Eliane Silva (produção musical e arranjos)
- 2011: A Pesca - Vanilda Bordieri (produção musical e arranjos)
- 2011: Uma Vida, Uma História - Ao Vivo - Damares (produção musical e arranjos)
- 2011: Eu Vejo Deus - Amanda Ferrari (produção musical e arranjos)
- 2011: Chuva de Poder - André & Felipe (produção musical e arranjos)
- 2011: Eternamente Adorador - Lauriete (produção musical e arranjos)
- 2012: Vai Ficar Tudo Bem - Célia Sakamoto (produção musical e arranjos)
- 2012: Do Outro Lado - Andrea Fontes (produção musical e arranjos)
- 2012: Vou Tocar o Céu - Mara Lima (produção musical e arranjos)
- 2013: Senhor do Tempo - Eliane Silva (produção musical e arranjos)
- 2013: O Maior Troféu - Damares (produção musical e arranjos)
- 2014: A Porta - Ariely Bonatti (produção musical e arranjos)
- 2014: Eu Creio em Milagres - Mara Lima (produção musical e arranjos)
- 2014: A Volta por Cima - Flordelis (produção musical e arranjos)
- 2014: Abençoado - Sérgio Marques & Marquinhos (produção musical e arranjos)
- 2015: Aroma da Adoração - Eliane Silva (produção musical e arranjos)
- 2015: Deus Surpreende - Andrea Fontes (produção musical e arranjos)
- 2015: O Maior Troféu ao Vivo - Damares (produção musical e arranjos)
- 2016: Obra Prima - Damares (produção musical e arranjos)
- 2017: Feliz Demais - Rayssa & Ravel (produção musical, arranjos, teclado, piano)
- 2018: Sobrevivi - Shirley Carvalhaes (produção musical, arranjos)[10]
- 2020: Superação - Damares (produção musical, arranjos)